# العلاقات التركية الصربية
العلاقات التركية الصربية هي العلاقات الثنائية التي تجمع بين تركيا وصربيا.

## مقارنة بين البلدين
هذه مقارنة عامة ومرجعية للدولتين:
| وجه المقارنة                                              | تركيا         | صربيا                                                      |
| --------------------------------------------------------- | ------------- | ---------------------------------------------------------- |
| المساحة (كم2)                                             | 783.56 ألف    | 88.36 ألف                                                  |
| عدد السكان (نسمة)                                         | 80.14 مليون   | 7.02 مليون                                                 |
| الكثافة السكانية (ن./كم²)                                 | 102.28        | 79.45                                                      |
| العاصمة                                                   | أنقرة         | بلغراد                                                     |
| اللغة الرسمية                                             | اللغة التركية | اللغة الصربية                                              |
| العملة                                                    | ليرة تركية    | دينار صربي                                                 |
| الناتج المحلي الإجمالي (بليون دولار)                      | 851.10 مليار  | 41.43 مليار                                                |
| الناتج المحلي الإجمالي (تعادل القوة الشرائية) بليون دولار | 1.57 تريليون  | 100.13 مليار                                               |
| الناتج المحلي الإجمالي الاسمي للفرد دولار أمريكي          | 9.12 ألف      | 5.24 ألف                                                   |
| الناتج المحلي الإجمالي للفرد دولار أمريكي                 | 19.79 ألف     | 13.59 ألف                                                  |
| مؤشر التنمية البشرية                                      | 0.761         | 0.771                                                      |
| رمز المكالمات الدولي                                      | +90           | +381                                                       |
| رمز الإنترنت                                              | .tr           | .rs، .срб ‏                                                 |
| المنطقة الزمنية                                           | ت ع م+03:00   | توقيت وسط أوروبا، ت ع م+01:00، ت ع م+02:00، أوروبا/بلغراد ‏ |

## مدن متوأمة
في ما يلي قائمة باتفاقيات التوأمة بين مدن تركية وصربية:
- ترتبط بنديك مع نوفي بازار باتفاقية توأمة.
- ترتبط أيوب مع بريبولييه [الإنجليزية]‏ باتفاقية توأمة.

## منظمات دولية مشتركة
يشترك البلدان في عضوية مجموعة من المنظمات الدولية، منها:
| علم المنظمة | اسم المنظمة                               | تاريخ انضمام تركيا | تاريخ انضمام صربيا |
| ----------- | ----------------------------------------- | ------------------ | ------------------ |
|             | وكالة ضمان الاستثمار متعدد الأطراف        | 3 يونيو 1988       | 19 مارس 1993       |
|             | الأمم المتحدة                             | 24 أكتوبر 1945     | 1 نوفمبر 2000      |
|             | الفريق المعني برصد الأرض                  | ?                  | ?                  |
|             | منظمة حظر الأسلحة الكيميائية              | ?                  | ?                  |
|             | منظمة الشرطة الجنائية الدولية             | ?                  | ?                  |
|             | منظمة الأمن والتعاون في أوروبا            | 25 يونيو 1973      | 3 يونيو 2006       |
|             | مؤسسة التنمية الدولية                     | 22 ديسمبر 1960     | 25 فبراير 1993     |
|             | يونسكو                                    | 4 نوفمبر 1946      | 20 ديسمبر 2000     |
|             | مجلس أوروبا                               | 9 أغسطس 1949       | 3 أبريل 2003       |
|             | الاتحاد البريدي العالمي                   | ?                  | ?                  |
|             | البنك الدولي للإنشاء والتعمير             | 11 مارس 1947       | 25 فبراير 1993     |
|             | منظمة التعاون الاقتصادي للبحر الأسود      | ?                  | 1 أبريل 2004       |
|             | المنظمة الهيدروغرافية الدولية             | ?                  | ?                  |
|             | الاتحاد الدولي للاتصالات                  | 1866               | 1 يونيو 2001       |
|             | مؤسسة التمويل الدولية                     | 19 ديسمبر 1956     | 25 فبراير 1993     |
|             | المنظمة الأوروبية لسلامة الملاحة الجوية   | 1989               | 2005               |
|             | المركز الدولي لتسوية المنازعات الاستشارية | 2 أبريل 1989       | 8 يونيو 2007       |
|             | مجموعة الموردين النوويين                  | ?                  | ?                  |

## أعلام
هذه قائمة لبعض الشخصيات التي تربطها علاقات بالبلدين:
- أمينة صندل (15 يناير 1982 – )
- الأتراك في صربيا
- إيفانا سيرت (25 أكتوبر 1979 – )
- دوشان كانتيكين (لاعب كرة سلة تركي، 21 يونيو 1990 – )
- سميح إردن (لاعب كرة سلة تركي، 28 يوليو 1986 – )
- صرب تركيا
- ميرساد تركان (لاعب كرة سلة تركي، 7 يونيو 1976 – )
- ميليه ماهموتولو (لاعب كرة سلة تركي، 12 مايو 1990 – )
- ناظم حكمت (شاعر تركي، 15 يناير 1902[22][23] – 3 يونيو 1963[22][23])
- هيدو توركوغلو (لاعب كرة سلة تركي، 19 مارس 1979 – )

## وصلات خارجية
- موقع وزارة الخارجية التركية
- موقع وزارة الخارجية الصربية